# Benimassot (kommunhuvudort)
Benimassot är en kommunhuvudort i Spanien. Den ligger i provinsen Provincia de Alicante och regionen Valencia, i den östra delen av landet, 300 km sydost om huvudstaden Madrid. Benimassot ligger 748 meter över havet och antalet invånare är 134.
Terrängen runt Benimassot är kuperad. Runt Benimassot är det glesbefolkat, med 9 invånare per kvadratkilometer. Närmaste större samhälle är Alcoy, 17,3 km väster om Benimassot. 